# Hilda Breer
Hilda Breer (Buenos Aires, 15 de junio de 1931) es una soprano y actriz de origen argentino radicada después en Venezuela. Participó en varios conciertos en Argentina y actuó en obras venezolanas.

## Biografía
Hija de Edmundo Breer, alemán nacido en Hamburgo y Vicenta Taboada Matiú (de Bahía Blanca, Argentina). Su único hermano fue Guillermo Breer, compositor de la conocida canción Pájaro Chogüí. Tía de Edgardo Roque Breer, casado con Eva María Yamamoto (de Bolivia). Su padre hizo carrera militar en Argentina como ingeniero naval.
Comenzó a mostrar sus inclinaciones artísticas musicales en la escuela primaria. A los 15 años de edad ya era la soprano solista del coro de la Universidad de la Plata, Argentina, dirigido por Rodolfo Kubik. Mientras terminaba su bachillerato comenzó estudios de música y teatro en el Conservatorio Carlos López Buchardo. Estudió solfeo, composición y teoría de la música con los maestros Alberto Ginastera y Luis Gianneo, cursos de canto con la famosa soprano Isabel Marengo y arte escénico con Milagros de la Vega y Carlos Perelli. Perfeccionó repertorio con Edita Fleischer y Jasha Galperín.
Intervino en una gran cantidad de recitales de música de cámara en Buenos Aires, en las emisoras del estado, en el Sodre de Montevideo, siendo acompañada por pianistas de la calidad de Antonio Tauriello, Jorge Fontella y Carlos Berardi. Hizo teatro experimental con grupos universitarios. Trabó amistad con la primera actriz y futura primera dama Eva Duarte manteniendo su amistad hasta la muerte de esta. En el 1955 fue elegida por Narciso Ibáñez Menta para un papel en Diálogos de Carmelitas. Debido a su amistad con Eva Duarte de Perón la dictadura que tomó el poder en 1955 le impidió trabajar en Argentina siendo fue vetada y censurada.
En 1956 viajó a Venezuela para actuar en una serie de conciertos y decidió radicarse en este país. En el campo de la música logró destacadas actuaciones en óperas, zarzuelas, música de cámara y obras para solista y orquesta interpretando a Stravinsky, Joaquín Nin, Gustav Mahler, Mozart y Schonberg entre otros. Cantó con las orquestas Sinfónica de Venezuela y Maracaibo. Junto al maestro Antonio Lauro cantó en una serie de recitales con el título de La guitarra y la voz. Con la asociación cultural Música Antigua fundada y dirigida por Ruth Gosewinkel  y el Colegium Musicum de la Universidad de Bonn, Alemania, grupo invitado varias veces por la Universidad Central de Venezuela , realizó inmumerables presentaciones con obras de Telemann, Haendel, Bach, Loeillet y Felicitas Kukuck entre otros.
Como actriz también trabajó en innumerables obras de teatro, telenovelas, prestó su voz para doblajes de películas y trabajos publicitarios para conocidas firmas comerciales. En el 1968 ganó los premios Guaicaipuro y Mara de Oro por su trabajo en la telenovela Adoro interpretando el personaje de "Mayora". Fue profesora de canto en la Escuela de Opera de Caracas y del Coro de la Universidad Central de Venezuela. Como locutora fue la voz durante casi 20 años de la Radio Nacional de Venezuela.
Por razones familiares se radicó en Alemania en 1980 junto a sus hijos Christina y Víctor. Aunque alejada de las actividades artísticas, participó en varios conciertos de música española y latinoamericana, así como en el Festival internacional de Iserlohn. Pero al dar poderes a un familiar para manejar su fortuna habida en Venezuela este la dejó en la ruina económica.  Se dedicó a cuidar ancianos. Hasta que se mudó a casa de su hija Christina Breer, cuyo padre fue Guido Grooscors, entonces ministro del Interior durante el gobierno de Carlos Andrés Pérez.
En 2011 salta a la fama tras participar en el concurso de televisión 'Das Supertalent' de la cadena RTL Television de Colonia, en el que consiguió ganarse al público con su voz y su simpatía ante las cámaras. Hilda Breer espera que ahora su éxito televisivo le dé la oportunidad de reiniciar su carrera artística tras sus éxitos como soprano, actriz, locutora de radio y televisión en Latinoamérica hace más de 30 años.

## Trabajos
- Ana Karenina- (CVTV 1965)
- La señorita Elena- (Venevisión 1967)
- Lucecita- Rosa (Venevisión 1967)
- Adoro- Mayora (Venevision 1968)
- Soledad- Bertha (Venevisión 1969)
- Lisa mi amor- Hilda (Venevisión 1969)
- Esmeralda- Sara (Venevisión 1972)
- Lucecita- Cristina (Venevisión 1972)
- Me llamo Julián, te quiero- (Venevisión 1972)
- La loba- Agatha (Venevisión 1973)
- Una muchacha llamada Milagros- Luisa (Venevisión 1974)
- La señorita Elena- (Venevisión 1975)

### Obras
- Vimazoluleka
- Asia y el lejano oriente
- Un paraguas bajo la lluvia
- Los incendiarios
- El Señor de Falidor
- Concierto de una noche
- Momentos estelares del teatro universal
- El patito feo
- Del vino y del amor

### Conciertos
- Don Giovanni
- La flauta mágica

### Operas
- Werther
- Fedora
- Falstaff
- Boheme
- Salomé